# Матвийчук, Александр Александрович
Алекса́ндр Алекса́ндрович Матвийчу́к (укр. Олександр Олександрович Матвійчук; род. 8 марта 1984) — украинский легкоатлет, специалист по бегу на длинные дистанции и марафону. Выступал на профессиональном уровне в 2000-х и 2010-х годах, победитель и призёр ряда крупных международных стартов на шоссе, участник чемпионата Европы в Амстердаме.

## Биография
Александр Матвийчук родился 8 марта 1984 года в селе Белогородка Изяславского района Хмельницкой области Украинской ССР. Впоследствии постоянно проживал в Одессе.
Начиная с 2006 года регулярно принимал участие в различных коммерческих стартах в Европе.
Дебютировал на марафонской дистанции в сезоне 2009 года — с результатом 2:19:12	стал третьим на Белоцерковском марафоне.
В 2010 году одержал победу на Московском международном марафоне мира (2:19:24).
В 2011 году занял 15-е место на Пражском марафоне (2:17:53), взял бронзу в беге на 10 000 метров на чемпионате Украины в Славянске, вновь был лучшим на Московском международном марафоне мира (2:16:30).
В 2012 году с личным рекордом 2:12:54 выиграл Пхеньянский марафон, сошёл с дистанции на Сибирском международном марафоне, финишировал пятым на чемпионате России по марафону в Москве (2:13:25).
В 2013 году был вторым на Пхеньянском марафоне (2:13:15), победил на впервые проводившемся Московском марафоне (2:19:36).
В 2014 году отметился выступлением на Стамбульском марафоне, где с результатом 2:19:53 пришёл к финишу седьмым.
В 2015 году среди прочего стал четвёртым на Гутенбергском марафоне в Майнце (2:25:51) и третьим на Московском марафоне (2:20:53).
В 2016 году в составе украинской национальной сборной бежал полумарафон на чемпионате Европы в Амстердаме — показал результат 1:06:53, расположившись в итоговом протоколе соревнований на 41-й строке.
Впоследствии ещё в течение нескольких лет продолжал принимать участие в различных шоссейных забегах в Европе.
Его старший брат Василий так же является известным бегуном-марафонцем.